# Frederick W. Mulkey

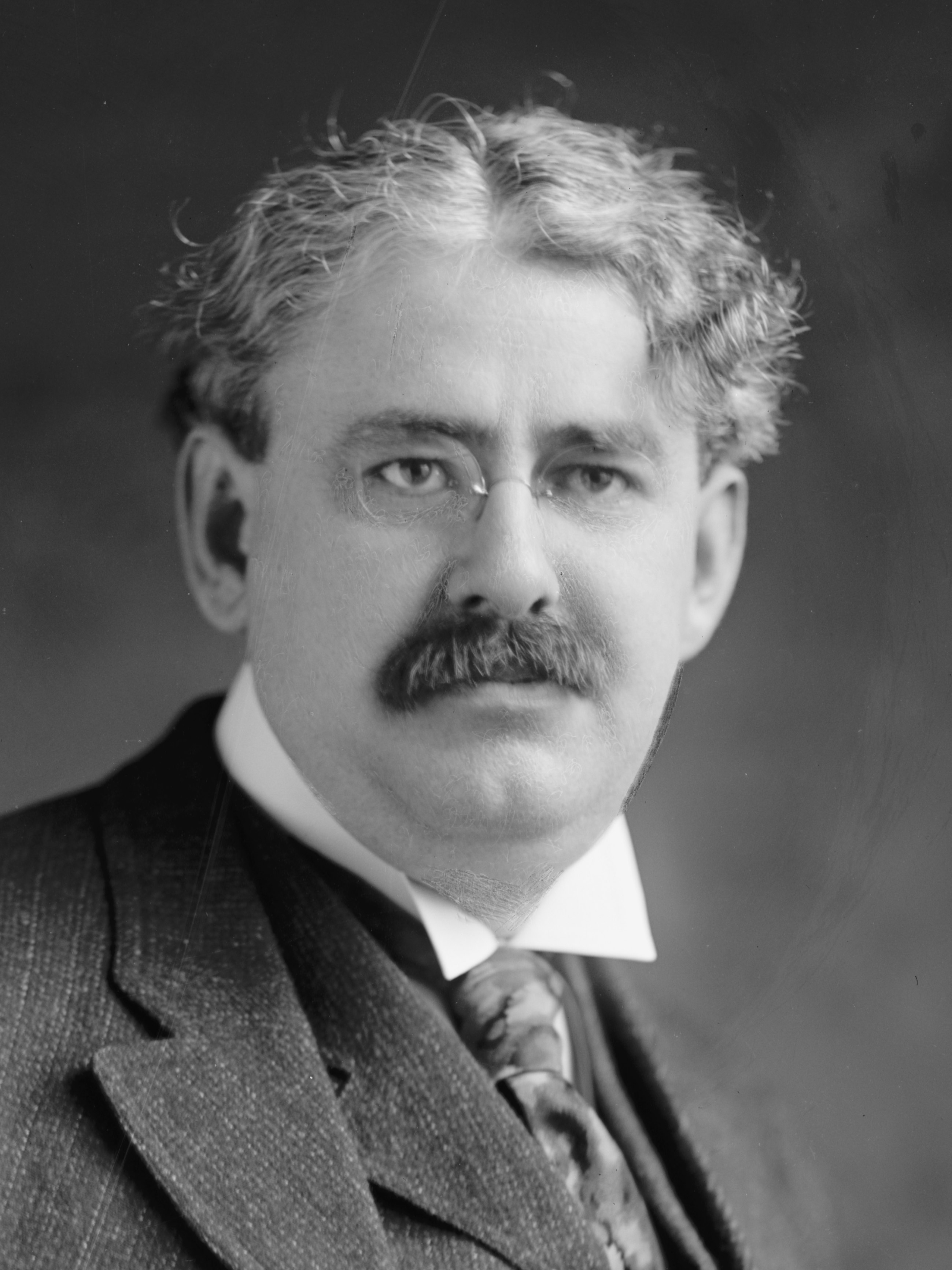
Frederick W. Mulkey

Frederick William Mulkey (* 6. Januar 1874 in Portland, Oregon; † 5. Mai 1924 ebenda) war ein US-amerikanischer Politiker der Republikanischen Partei, der den Bundesstaat Oregon im US-Senat vertrat.
Nach dem Besuch der öffentlichen Schule absolvierte Mulkey, Neffe des US-Senators Joseph N. Dolph, die University of Oregon in Eugene, wo er 1896 graduierte; 1899 folgte der Abschluss an der Law School von New York City. Nachdem er in die Anwaltskammer von Oregon aufgenommen worden war, arbeitete er in seiner Heimatstadt Portland als Jurist. Dort wurde er auch erstmals politisch tätig, als er von 1900 bis 1902 dem Stadtrat angehörte, dessen Präsident er 1901 war. Von 1905 bis 1906 amtierte er als Vorsitzender der staatlichen Steuerkommission von Oregon und gehörte damit der Exekutive des Bundesstaates an.
Am 6. November 1906 wurde Frederick Mulkey in den US-Senat gewählt, wo er den Platz des verstorbenen John H. Mitchell einnahm. Seine Amtszeit dauerte lediglich vom 23. Januar 1907 bis zum 3. März desselben Jahres; für eine Wiederwahl wurde er nicht in Betracht gezogen. Nachdem er zunächst in seine Kanzlei in Portland zurückgekehrt war und zwischen 1911 und 1916 der Hafenkommission der Stadt vorgestanden hatte, wurde er am 5. November 1918 zum zweiten Mal in den Senat gewählt; erneut war mit Harry Lane sein Vorgänger verstorben. Diesmal endete seine Amtszeit bereits am 17. Dezember 1918 mit seinem Rücktritt.
Mulkey zog sich damit endgültig aus der Bundespolitik zurück. Er arbeitete wieder als Jurist in Portland und war von 1921 bis 1924 Vorsitzender der Steueraufsichtsbehörde im Multnomah County.